# Casas de Fernando Alonso
Casas de Fernando Alonso ist eine Gemeinde (Municipio) und ein Dorf mit 1.088 Einwohnern (Stand: 2024) in der Provinz Cuenca in der Autonomen Region Kastilien-La Mancha.

## Lage
Casas de Fernando Alonso liegt etwa 85 Kilometer südsüdwestlich von Cuenca in einer Höhe von ca. 725 m. 

## Bevölkerungsentwicklung
| 1900 | 1950 | 1970 | 1981 | 1991 | 2001 | 2011 | 2021 |
| ---- | ---- | ---- | ---- | ---- | ---- | ---- | ---- |
| 770  | 1851 | 1681 | 1545 | 1407 | 1346 | 1419 | 1159 |

## Sehenswürdigkeiten

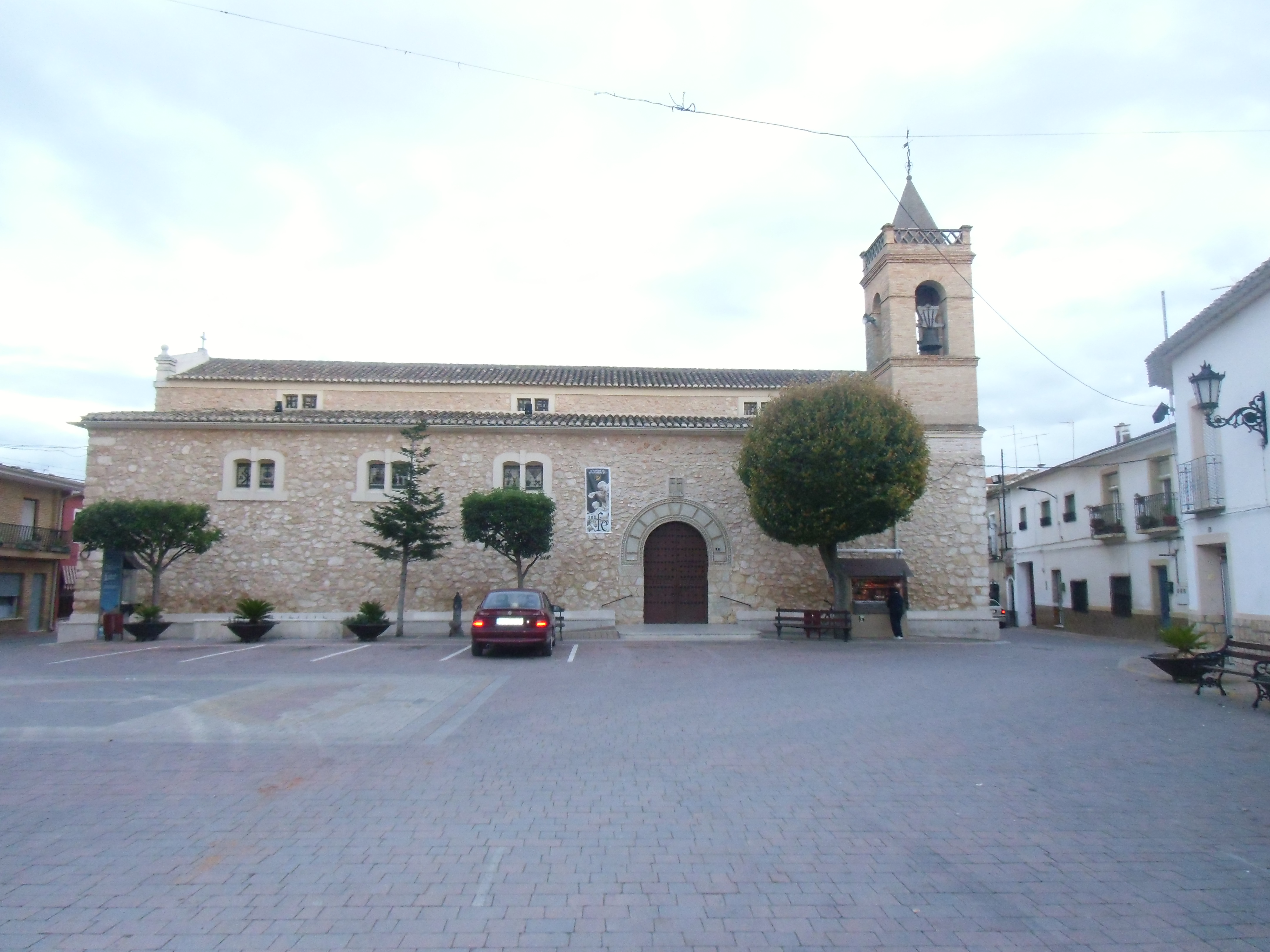
Kirche der Unbefleckten Empfängnis
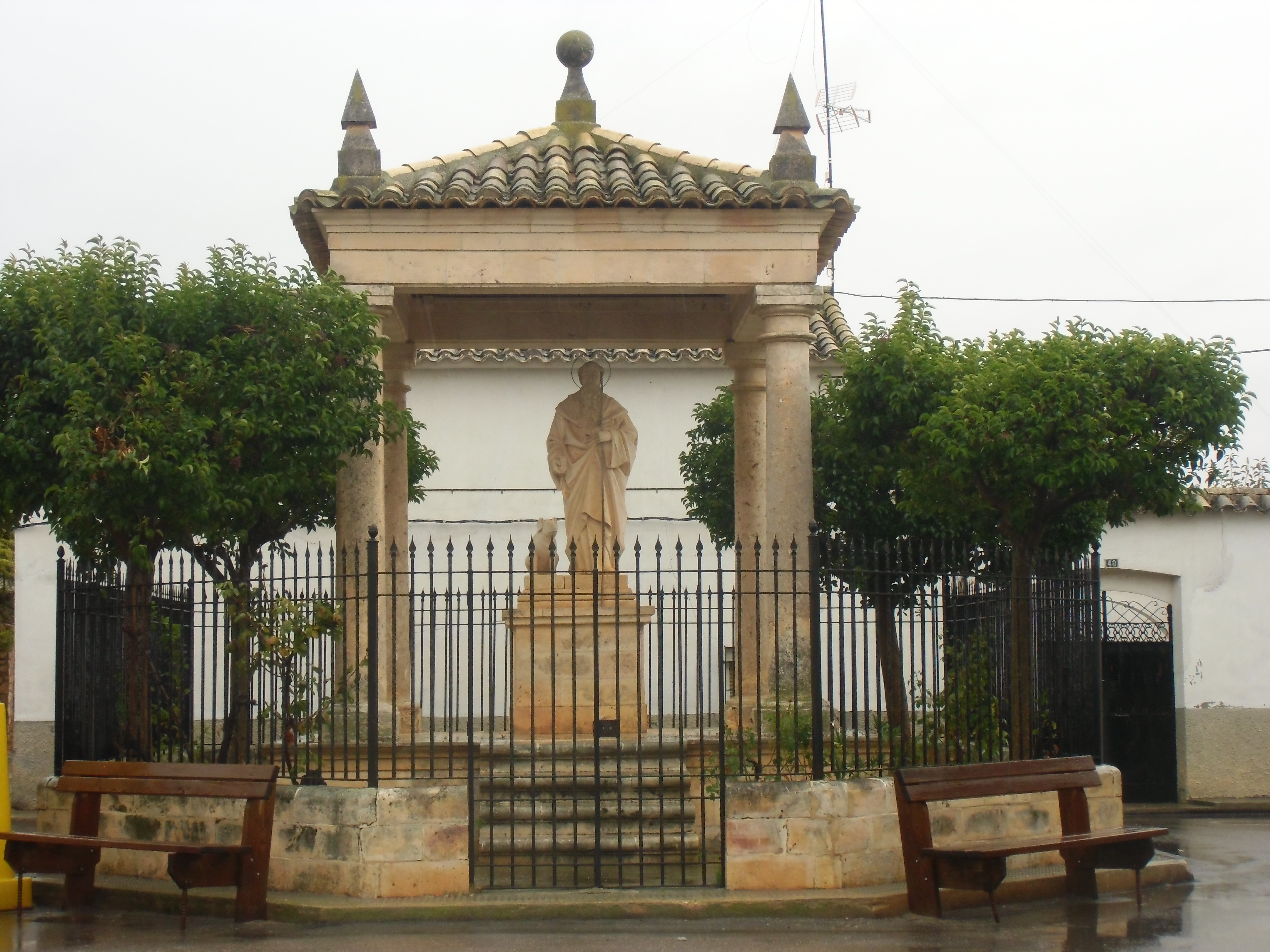
Antoniuskapelle
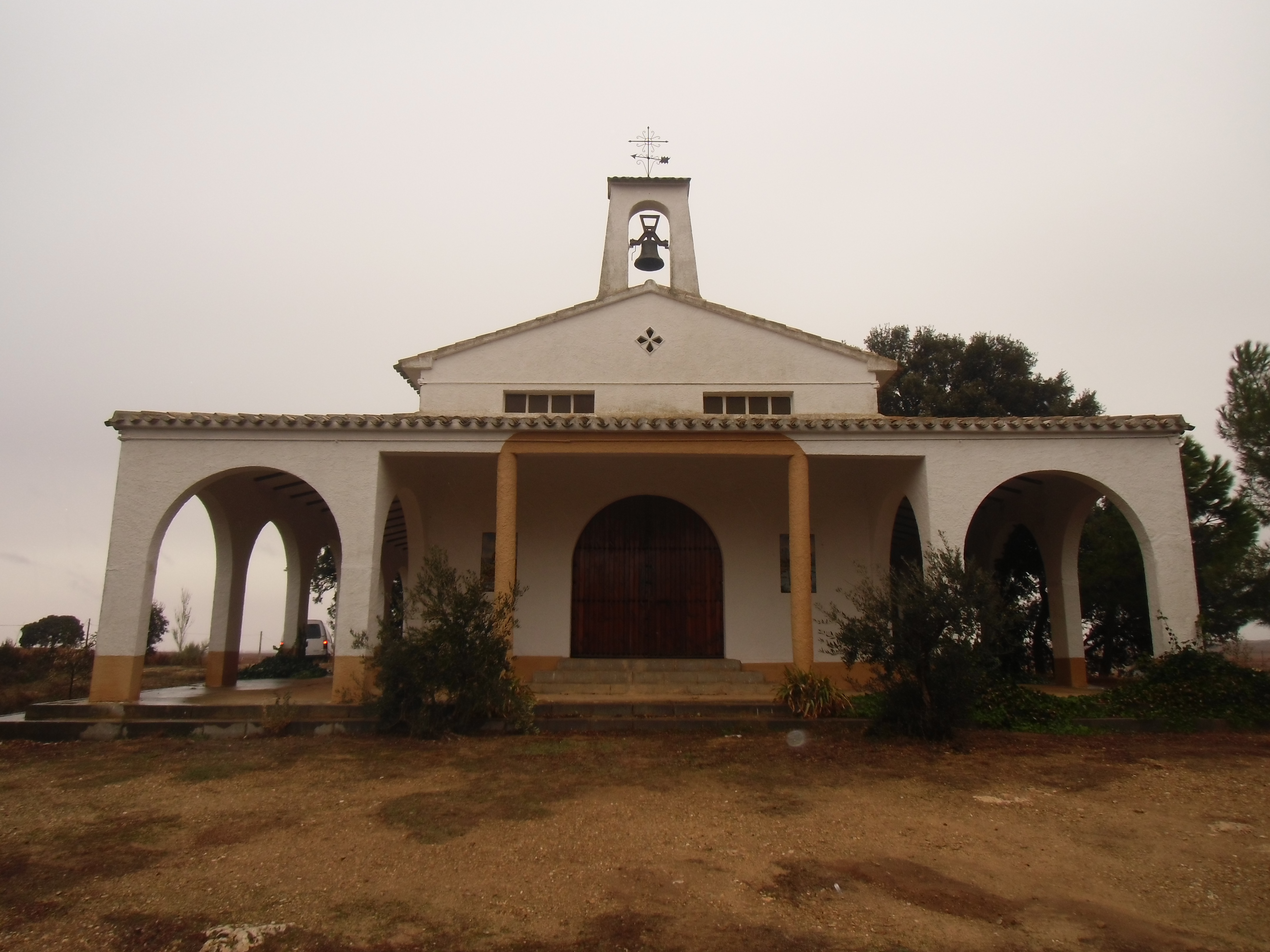
Christopheruskapelle
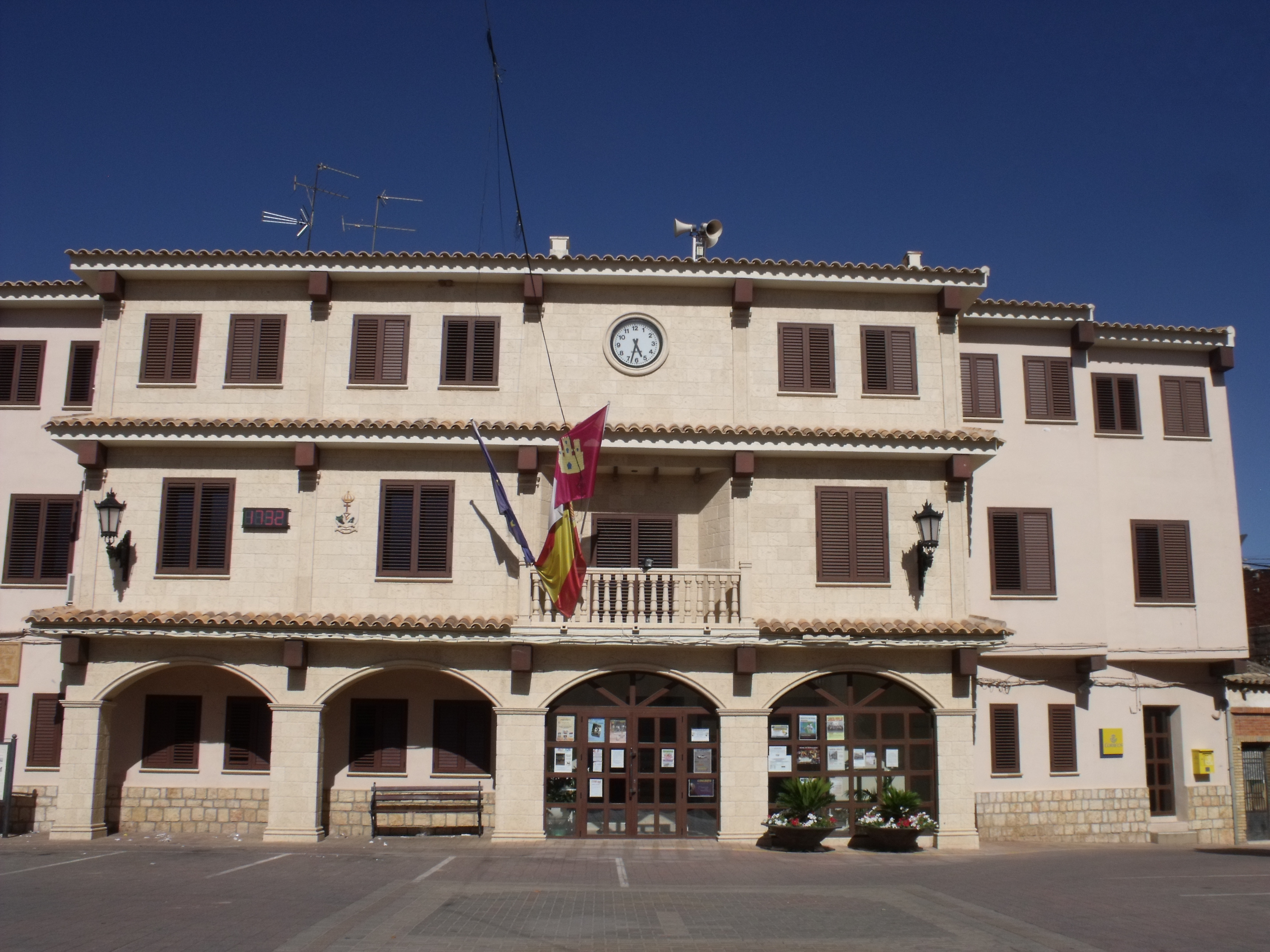
Rathaus

- Kirche der Unbefleckten Empfängnis
- Antoniuskapelle
- Christopheruskapelle
- Rathaus